# Jerry Reed
Jerry Reed, nome artístico de Jerry Reed Hubbard, (Atlanta, 20 de março de 1937 — Nashville, 1 de setembro de 2008) foi um cantor, letrista e ator americano. Uma de suas canções mais famosas, "Amos Moses", figurou na trilha sonora do jogo eletrônico Grand Theft Auto: San Andreas, mais precisamente na rádio K-Rose.
Ganhou três prêmios Grammy: Melhor Performance Instrumental de Country em 1970 (Me & Jerry), Melhor Performance de Vocal Masculino Country em 1971 ("When You're Hot, You're Hot" e Melhor Performance Instrumental de Country de 1992 (Sneakin' Around).

## Discografia

### Álbuns de estúdio
| Ano  | Álbum                                           | Posições nas paradas | Posições nas paradas | Gravadora       |
| Ano  | Álbum                                           | Country dos EUA      | The Billboard 200    | Gravadora       |
| ---- | ----------------------------------------------- | -------------------- | -------------------- | --------------- |
| 1967 | The Unbelievable Guitar and Voice of Jerry Reed |                      |                      | RCA             |
| 1968 | Nashville Underground                           | 31                   |                      | RCA             |
| 1968 | Alabama Wild Man                                | 31                   |                      | RCA             |
| 1969 | Better Things in Life                           |                      |                      | RCA             |
| 1969 | Jerry Reed Explores Guitar Country              | 41                   |                      | RCA             |
| 1970 | Cookin'                                         | 33                   | 194                  | RCA             |
| 1970 | Georgia Sunshine                                | 10                   | 102                  | RCA             |
| 1970 | Me & Jerry (c/ Chet Atkins)                     | 13                   |                      | RCA             |
| 1971 | When You're Hot, You're Hot                     | 2                    | 45                   | RCA             |
| 1971 | Ko-ko Joe                                       | 7                    | 153                  | RCA             |
| 1972 | Smell the Flowers                               | 18                   | 196                  | RCA             |
| 1972 | Me & Chet (c/ Chet Atkins)                      | 24                   |                      | RCA             |
| 1972 | The Best of Jerry Reed                          | 4                    | 116                  | RCA             |
| 1972 | Jerry Reed                                      | 22                   |                      | RCA             |
| 1973 | Hot a' Mighty!                                  | 9                    |                      | RCA             |
| 1973 | Lord, Mr. Ford                                  | 4                    | 183                  | RCA             |
| 1973 | The Uptown Poker Club                           | 13                   |                      | RCA             |
| 1974 | A Good Woman's Love                             | 28                   |                      | RCA             |
| 1975 | Mind Your Love                                  |                      |                      | RCA             |
| 1975 | Red Hot Picker                                  | 33                   |                      | RCA             |
| 1976 | Both Barrels                                    | 40                   |                      | RCA             |
| 1977 | Jerry Reed Rides Again                          | 41                   |                      | RCA             |
| 1977 | East Bound and Down                             | 10                   |                      | RCA             |
| 1978 | Sweet Love Feelings                             | 47                   |                      | RCA             |
| 1979 | Half Singin' and Half Pickin'                   | 49                   |                      | RCA             |
| 1979 | Live "Hot Stuff"                                | 45                   |                      | RCA             |
| 1980 | Jerry Reed Sings Jim Croce                      | 56                   |                      | RCA             |
| 1980 | Texas Bound and Flyin'                          | 43                   |                      | RCA             |
| 1981 | Dixie Dreams                                    |                      |                      | RCA             |
| 1982 | The Man with the Golden Thumb                   | 10                   |                      | RCA             |
| 1982 | The Bird                                        | 20                   |                      | RCA             |
| 1983 | Ready                                           | 34                   |                      | RCA             |
| 1984 | Greatest Hits                                   |                      |                      | RCA             |
| 1985 | What Comes Around                               |                      |                      | Capitol         |
| 1986 | Lookin' at You                                  |                      |                      | Capitol         |
| 1991 | Sneakin' Around (c/ Chet Atkins)                | 68                   |                      | Columbia        |
| 1995 | The Essential Jerry Reed                        |                      |                      | RCA             |
| 1995 | Flyin' High                                     |                      |                      | Southern Tracks |
| 1998 | Pickin'                                         |                      |                      | Southern Tracks |
| 2000 | Finger Dancing                                  |                      |                      | R2K             |
| 2000 | Jerry Reed Visits Hit Row                       |                      |                      | R2K             |
| 2005 | Jerry Reed, Live Still!                         |                      |                      | R2K             |
| 2006 | Let's Git It On                                 |                      |                      | R2K             |
| 2007 | Christmas at the Mall                           |                      |                      | R2K             |
| 2008 | The Gallant Few                                 |                      |                      | Jerry Reed      |

### Singles
| 1967                                             | "Guitar Man"                                          | 53   | —   | — | Unbelievable Guitar and Voice      |
| 1967                                             | "Tupelo Mississippi Flash"                            | 15   | —   | — | Nashville Underground              |
| 1968                                             | "Remembering"                                         | 14   | —   | — | Nashville Underground              |
| 1968                                             | "Alabama Wild Man"                                    | 48   | —   | — | Alabama Wild Man                   |
| 1968                                             | "Oh What a Woman!"                                    | 60   | —   | — | Better Things in Life              |
| 1969                                             | "There's Better Things in Life"                       | 20   | —   | — | Better Things in Life              |
| 1969                                             | "Are You from Dixie ('Cause I'm from Dixie Too)"      | 11   | —   | — | Jerry Reed Explores Guitar Country |
| 1970                                             | "Talk About the Good Times"                           | 14   | —   | — | Georgia Sunshine                   |
| 1970                                             | "Georgia Sunshine"                                    | 16   | —   | — | Georgia Sunshine                   |
| 1970                                             | "The Preacher and the Bear"                           | 16   | —   | — | Georgia Sunshine                   |
| 1970                                             | "Amos Moses"                                          | 16   | —   | — | Georgia Sunshine                   |
| 1971                                             | "When You're Hot, You're Hot"                         | 1    | 9   | 6 | When You're Hot, You're Hot        |
| 1971                                             | "Ko-Ko Joe"                                           | 11   | 51  | — | Ko-Ko Joe                          |
| 1971                                             | "Amos Moses" (re-lançamento)                          | —    | 8   | — | Georgia Sunshine                   |
| 1971                                             | "Another Puff"                                        | 27   | 65  | — | Ko-Ko Joe                          |
| 1972                                             | "Smell the Flowers"                                   | 24   | —   | — | Smell the Flowers                  |
| 1972                                             | "Alabama Wild Man" (regravação)                       | 22   | 62  | — | Jerry Reed                         |
| 1972                                             | "You Took All the Ramblin' Out of Me"                 | 18   | —   | — | Hot a'Mighty                       |
| 1973                                             | "Lord, Mr. Ford"                                      | 1    | 68  | — | Lord, Mr. Ford                     |
| 1973                                             | "The Uptown Poker Club"                               | 25   | —   | — | The Uptown Poker Club              |
| 1974                                             | "The Crude Oil Blues"                                 | 13   | 91  | — | A Good Woman's Love                |
| 1974                                             | "A Good Woman's Love"                                 | 12   | —   | — | A Good Woman's Love                |
| 1974                                             | "Boogie-Woogie Rock and Roll"                         | 72   | —   | — | single only                        |
| 1974                                             | "Let's Sing Our Song"                                 | 18   | —   | — | Mind Your Love                     |
| 1975                                             | "Mind Your Love"                                      | 64   | —   | — | Mind Your Love                     |
| 1975                                             | "Telephone"                                           | 65   | —   | — | Mind Your Love                     |
| 1975                                             | "You've Got a Lock on Me"                             | 60   | 104 | — | Red Hot Picker                     |
| 1976                                             | "Gator"                                               | 54   | —   | — | Both Barrels                       |
| 1976                                             | "Remembering"                                         | 57   | —   | — | Both Barrels                       |
| 1977                                             | "Semolita"                                            | 19   | —   | — | Rides Again                        |
| 1977                                             | "With His Pants in His Hand"                          | 68   | —   | — | Rides Again                        |
| 1977                                             | "East Bound and Down"                                 | 2    | 103 | — | East Bound and Down                |
| 1977                                             | "(I'm Just a) Red Neck in a Rock and Roll Bar"        | flip | —   | — | Jerry Reed Rides Again             |
| 1977                                             | "You Know What" (com sua filha, Seidina Reed)         | 20   | —   | — | Sweet Love Feelings                |
| 1978                                             | "Sweet Love Feelings"                                 | 39   | —   | — | Sweet Love Feelings                |
| 1978                                             | "I Love You (What Can I Say)"                         | 10   | —   | — | Sweet Love Feelings                |
| 1978                                             | "High Rollin'"                                        | flip | —   | — | single only                        |
| 1978                                             | "Gimme Back My Blues"                                 | 14   | —   | — | Half Singin' and Half Pickin'      |
| 1979                                             | "Second-Hand Satin Lady (And a Bargain Basement Boy)" | 18   | —   | — | Half Singin' and Half Pickin'      |
| 1979                                             | "(Who Was the Man Who Put) The Line in Gasoline"      | 40   | —   | — | Live at Exit Inn                   |
| 1979                                             | "Hot Stuff"                                           | 67   | —   | — | Live at Exit Inn                   |
| 1979                                             | "Sugar-Foot Rag"                                      | 12   | —   | — | Texas Bound and Flyin'             |
| 1980                                             | "Age"                                                 | 36   | —   | — | Sings Jim Croce                    |
| 1980                                             | "Workin' at the Carwash Blues"                        | flip | —   | — | Sings Jim Croce                    |
| 1980                                             | "The Family Friendly Inn"                             | 64   | —   | — | Texas Bound and Flyin'             |
| 1980                                             | "Texas Bound and Flyin'"                              | 26   | —   | — | Texas Bound and Flyin'             |
| 1981                                             | "Caffeine, Nicotine, Benzedrine (And Wish Me Luck)"   | 80   | —   | — | Texas Bound and Flyin'             |
| 1981                                             | "The Testimony of Soddy Hoe"                          | 87   | —   | — | Dixie Dreams                       |
| 1981                                             | "Good Friends Make Good Lovers"                       | 84   | —   | — | Dixie Dreams                       |
| 1981                                             | "Patches"                                             | 30   | —   | — | The Man with the Golden Thumb      |
| 1982                                             | "The Man with the Golden Thumb"                       | 32   | —   | — | The Man with the Golden Thumb      |
| 1982                                             | "She's Got the Goldmine (I Got the Shaft)"            | 1    | 57  | — | The Man with the Golden Thumb      |
| 1982                                             | "The Bird"                                            | 2    | —   | — | The Bird                           |
| 1983                                             | "Down on the Corner"                                  | 13   | —   | — | The Bird                           |
| 1983                                             | "Good Ole Boys"                                       | 16   | —   | — | Ready                              |
| 1983                                             | "She's Ready for Someone to Love Her"                 | flip | —   | — | Ready                              |
| 1983                                             | "I'm a Slave"                                         | 58   | —   | — | Greatest Hits                      |
| "—" Indica singles que não figuraram nas paradas |                                                       |      |     |   |                                    |

### Participações especiais
| Ano  | Single                | Artista            | Country dos EUA | Álbum              |
| ---- | --------------------- | ------------------ | --------------- | ------------------ |
| 1980 | "Lunchbox"            | The Chipmunks      |                 | Urban Chipmunk     |
| 1983 | "Hold On, I'm Comin'" | Waylon Jennings    | 20              | Waylon and Company |
| 1985 | "One Big Family"      | Heart of Nashville | 61              | apenas single      |

## Filmografia
| Ano  | Filme                         | Papel                  | Arrecadação     | Notas                     |
| ---- | ----------------------------- | ---------------------- | --------------- | ------------------------- |
| 1975 | W.W. and the Dixie Dancekings | Wayne                  |                 |                           |
| 1976 | Gator                         | Bama McCall            |                 |                           |
| 1977 | Smokey and the Bandit         | Cledus Snow            | US$ 126 737 428 |                           |
| 1978 | High-Ballin'                  | Duke                   |                 |                           |
| 1979 | Concrete Cowboys              | J.D. Reed              |                 | Telefilme                 |
| 1979 | Hot Stuff                     | Doug von Horne         |                 |                           |
| 1980 | Smokey and the Bandit II      | Cledus Snow            | US$ 66 132 626  |                           |
| 1983 | Smokey and the Bandit Part 3  | Cledus Snow / 'Bandit' | US$ 5 678 950   | Fonte de uma lenda urbana |
| 1983 | The Survivors                 | Jack Locke             | US$ 14 000 000  |                           |
| 1985 | Stand Alone                   | Paramedic              |                 |                           |
| 1985 | What Comes Around             | Joe Hawkins            |                 |                           |
| 1988 | Bat*21                        | Col. George Walker     | US$ 3 184 348   |                           |
| 1998 | The Waterboy                  | Coach Red Beaulieu     | US$ 185 991 646 |                           |